# دنیل خارکه
دنیل خارکه (اسپانیایی: Daniel Jarque‎; ۱ ژانویهٔ ۱۹۸۳ – ۸ اوت ۲۰۰۹) ورزشکار فوتبال اهل اسپانیا بود.
از باشگاه‌هایی که در آن بازی کرده‌است می‌توان به باشگاه فوتبال اسپانیول اشاره کرد.